# Vincenz Kollar
Aquest autor és citat en taxonomia animal amb el nom « Kollar».
Vincenz Kollar, (Kranowitz, Silèsia, 15 de gener del 1797-Viena, Àustria, 30 de maig del 1860) fou un entomòleg i museòleg austríac.
Va estudiar medicina a la Universitat de Viena i aviat va interessar-se a la zoologia i l'entomologia.
Ja el 1817 va començar com voluntari al Naturalien-Cabinet de la cort imperial, l'antecessor del futur Museu d'Història Natural de Viena, on va ser contractat més tard. Hi va estudiar les espècies col·leccionades per a una expedició imperial cap a Brasil. Des del 1850 va reorganitzar les col·leccions segons un mètode científic molt modern per a aquesta època, que fins avui deixa traces en la museologia.
Taxons que va descriure
- Corc de les flors de la perera (Anthonomus pyri)

Obres
- A Treatise on Insects Injurious to Gardeners, Foresters, & Farmers (Tractat sobre les plagues en horticultura, agricultura i silvicultura) (llibre electrònic) (en anglès, traduït de l'original en alemany).  W. Smith, 1840, p. 250-251.[Enllaç no actiu]
- Bibliografia[Enllaç no actiu] al catàleg de l'Oberösterreichisches Landesmuseum